# Diecezja Puerto Escondido
Diecezja Puerto Escondido (łac. Dioecesis Portus Abditi) – diecezja Kościoła rzymskokatolickiego w Meksyku. 

## Historia
8 listopada 2003 roku papież Jan Paweł II konstytucją apostolską A Deo datum erygował diecezję Puerto Escondido. Dotychczas wierni z tym terenów należeli do archidiecezji Antequera.

## Ordynariusze
- Eduardo Carmona Ortega ORC (2003 - 2012)
- Pedro Vázquez Villalobos (2012 - 2018)
- Florencio Armando Colin Cruz (od 2019)